# Pinhas de Korets
Pinhas Shapiro Korets (en hebreu: פנחס שפירא מקוריץ) va ser un rabí del segle xviii, (1726-1791) originari de la ciutat de Korets a la regió de Galítsia situada a Europa Oriental. El Rabí Pinhas de Korets, va ser un dels primers deixebles del fundador del hassidisme, el Rabí Israel ben Eliezer (el Baal Xem Tov), entre els seus seguidors estava el net de Baruch de Medjíbij.

## Biografia
Nascut a Szkłów a Lituània, Pinhas va rebre una educació jueva tradicional basada en el Talmud. Quan encara no tenia prou edat per celebrar el Bar Mitzvà, la seva família es va traslladar a la regió de Volínia, on el seu pare, un predicador itinerant, es va reunir amb el Baal Xem Tov i els seus deixebles. Va adoptar les creences i les tradicions religioses del judaisme hassídic.
Després de la mort del Rabí Israel ben Eliezer en 1760, el Rabí Pinhas Korets va esdevenir un mestre hassídic independent. Pinhas creia profundament en els ensenyaments del Rabí Yaakov Yosef de Polònia, a qui ell considerava com el veritable successor del Baal Xem Tov, promovent igualment els ensenyaments hassídics del Rabí Dov Ber de Mezeritch.
Quan era un nen, el Rabí Nachman de Breslev es va reunir amb el Rabí Dov Ber Ben Avraham, i amb el Rabí Pinhas de Korets, per anar a resar davant de la tomba del seu besavi, el Baal Xem Tov, en aquelles ocasions solien quedar-se a dormir a casa dels seus pares.
Pinhas de Korets era un ferm partidari de la independència de Polònia, ell deia que els jueus polonesos havien de suportar un galut (exili) més fàcil que en altres nacions com Prússia i Turquia. Pinhas creia que les tropes poloneses frenarien els pogroms dels cosacs (1768). Pinhas va protestar contra l'ocupació russa de Polònia, pensant que les seves oracions podien mantenir als soldats russos allunyats de Polònia.
Una biografia de Pinhas Korets va ser publicada el 1909 pel Rabí Matisyahu Yezehkiel Gutman. El Rabí Meir Shapiro, va fundar el projecte Daf Yomi, consistent en l'estudi diari del Talmud de Babilònia, i va participar en la fundació de la Ieixivà Chachmei Lublin, a Polònia, el 1930. Shapiro era un descendent del Rabí Pinhas Korets.

## Obres literàries
- Midrash Pinchas.
- Imrei Pinchas Hashalem (2 volums).[3]
- Nofet Zufim.[4]

## Frases cèlebres
- Un jueu ha de creure que fins i tot una fulla al terra és el resultat d'un decret de Déu, la fulla es troba al terra perquè el Sant, ha promulgat un decret.[5][6]
- Pinhas de Korets va parlar llargament sobre l'amor cap al Poble d'Israel, dient que cal estimar a cada persona d'Erets Israel, perquè a la Terra d'Israel resideix el tron de la Shekhinah, la presència divina, i la santedat.[7]
- L'alegria és una emoció que forma part del paradís.